# Topoli, Drabiv
Topoli (în ucraineană Тополі) este un sat în comuna Levcenkove din raionul Drabiv, regiunea Cerkasî, Ucraina.

## Demografie
Componența lingvistică a localității Topoli
     Ucraineană (99,02%)
     Alte limbi (0,98%)
Conform recensământului din 2001, majoritatea populației localității Topoli era vorbitoare de ucraineană (99,02%), existând în minoritate și vorbitori de alte limbi.